# Луценко, Николай Николаевич
Николай Николаевич Луценко (1890—1964) — генерал-майор инженерно-технической службы, доктор технических наук, участник Великой Отечественной войны.

## Биография
Н. Н. Луценко родился в городе Симферополь Крымской АССР.
В 1914 году он окончил Московское высшее техническое училище (ныне — Московский государственный технический университет имени Н. Э. Баумана).
Николай Николаевич был призван в Красную армию 15 мая 1919 года. Начал службу с должности лаборанта военной радиотехнической лаборатории. Начальник кафедры теоретических основ электротехники Военно-электротехнической академии РККА, после служил в Военной электротехнической академии связи имени С. М. Будённого.
Бригинженер (26.04.1940).
Генерал-майор инженерно-технической службы (31.03.1943).
Во время Великой Отечественной войны служил на Ленинградском фронте.
Основным направлением его научной и педагогической деятельности была военно-прикладная электротехника. Луценко участвовал в разработке многих образцов военной техники, в их унификации, а также в создании системы инженерного вооружения Советской армии. В 1938 году за достижения по подготовке кадров Николаю Николаевичу было присвоено звание профессора. В 1949 году он защитил диссертацию и получил степень доктора технических наук.
Луценко был депутатом районного Совета трудящихся, а также профессором Военно-инженерной академии им. В. В. Куйбышева.
Николай Николаевич умер в мае 1964 года.

## Основные работы
- Переменные токи. — Ленинград: Воен.-техн. акад. Р.К.К.А., 1926.
- Теория переменных токов — Ленинград: Кубуч, 1932.
- Курс общей электротехники / проф. Луценко Н. Н., Максимов Д. Г. и Золотарев О. И. — Ленинград: Воен.-электротех. акад. РККА им. Буденного, 1939.
- Радиотехника. — Ленинград: Воен.-техн. акад. Р.К.К.А., 1930.
- Электрические сети, линии передач и техника высоких напряжений. — М, 1945.

## Награды
- Орден Красной Звезды (16.08.1936)
- Орден Красного Знамени[3]
- Медаль «За победу над Германией в Великой Отечественной войне 1941—1945 гг.»[4]
- Медаль «За оборону Ленинграда»[5]
- Орден Ленина[6]